# Železniční trať Lausanne–Biel/Bienne
Železniční trať Lausanne–Biel/Bienne je hlavní železniční trať ve Švýcarsku. Vede z Lausanne podél jižního úpatí Jury přes Yverdon-les-Bains a Neuchâtel do Bielu.
Trať je od roku 1903 ve vlastnictví Švýcarských spolkových drah (SBB) a je součástí trati na jižním úpatí Jury, která je důležitým spojením mezi východem a západem Švýcarska. Kvůli klikaté trase podél Neuchâtelského a Bielského jezera jezdí po trati vlaky s naklápěcími skříněmi (zejména jednotky SBB RABDe 500).

## Historie

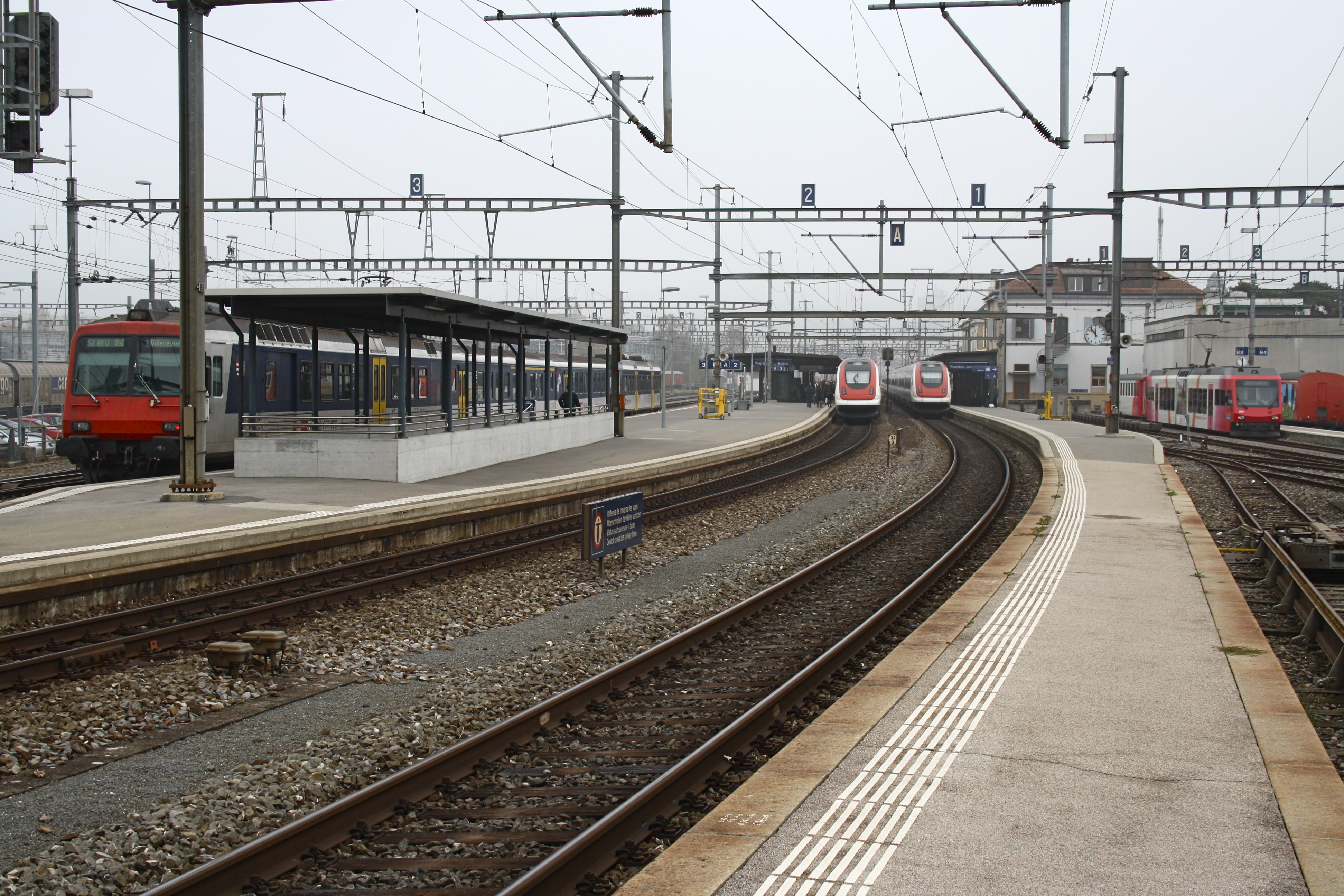
Vlaky ve stanici Yverdon-les-Bains

Železniční trať Lausanne–Biel byla vybudována v několika etapách. Nejstarším úsekem je trať Yverdon–Bussigny, kterou 7. května 1855 otevřela společnost Compagnie de l’Ouest Suisse (OS). Prodloužení z Bussigny do Renens následovalo 1. července 1855 a z Renens do Lausanne 5. května 1856. Téhož dne byla zprovozněna spojka Bussigny–Morges, která byla zrušena v roce 1879 a znovu zprovozněna 23. května 1971. Dne 7. listopadu 1859 následoval úsek Yverdon–Vaumarcus a téhož dne společnost Franco-Suisse (FS) otevřela pokračování z Vaumarcus do Frienisbergu, provizorní stanice a přístavu u Le Landeron u Bielského jezera. Díky krátké trati ze stanice Biel/Bienne do Nidau, kterou 1. srpna 1858 otevřela Švýcarská centrální dráha (SCB), vzniklo spojení do Frienisbergu přes jezero.
Když Švýcarská východozápadní dráha (OWB) 3. prosince 1860 uzavřela mezeru podél severního břehu jezera Biel z Le Landeron do Bielu, SCB 10. prosince 1860 uzavřela krátkou trať z Bielu do Nidau. Uzavřením mezery v prosinci 1860 bylo poprvé možné projet Švýcarsko z východu (St. Margrethen) na západ (Ženeva) výhradně vlakem; kvůli různým železničním společnostem bylo nutné několikrát přestupovat.
Seřaďovací nádraží Lausanne-Sébeillon bylo 14. července 1927 připojeno k Renens a 1. července 1951 k Lausanne. Oba úseky trati byly od zahájení provozu elektrifikovány. V roce 1969 nahradily Švýcarské spolkové dráhy SBB jednokolejný úsek Tüscherz–Biel u Bielského jezera tunelem Vingelt. V letech 1999–2001 byl modernizací zkapacitněn klíčový úsek mezi Concise a Gorgier-St-Aubin na Neuchâtelském jezeře.

### Dostavba dalších traťových kolejí

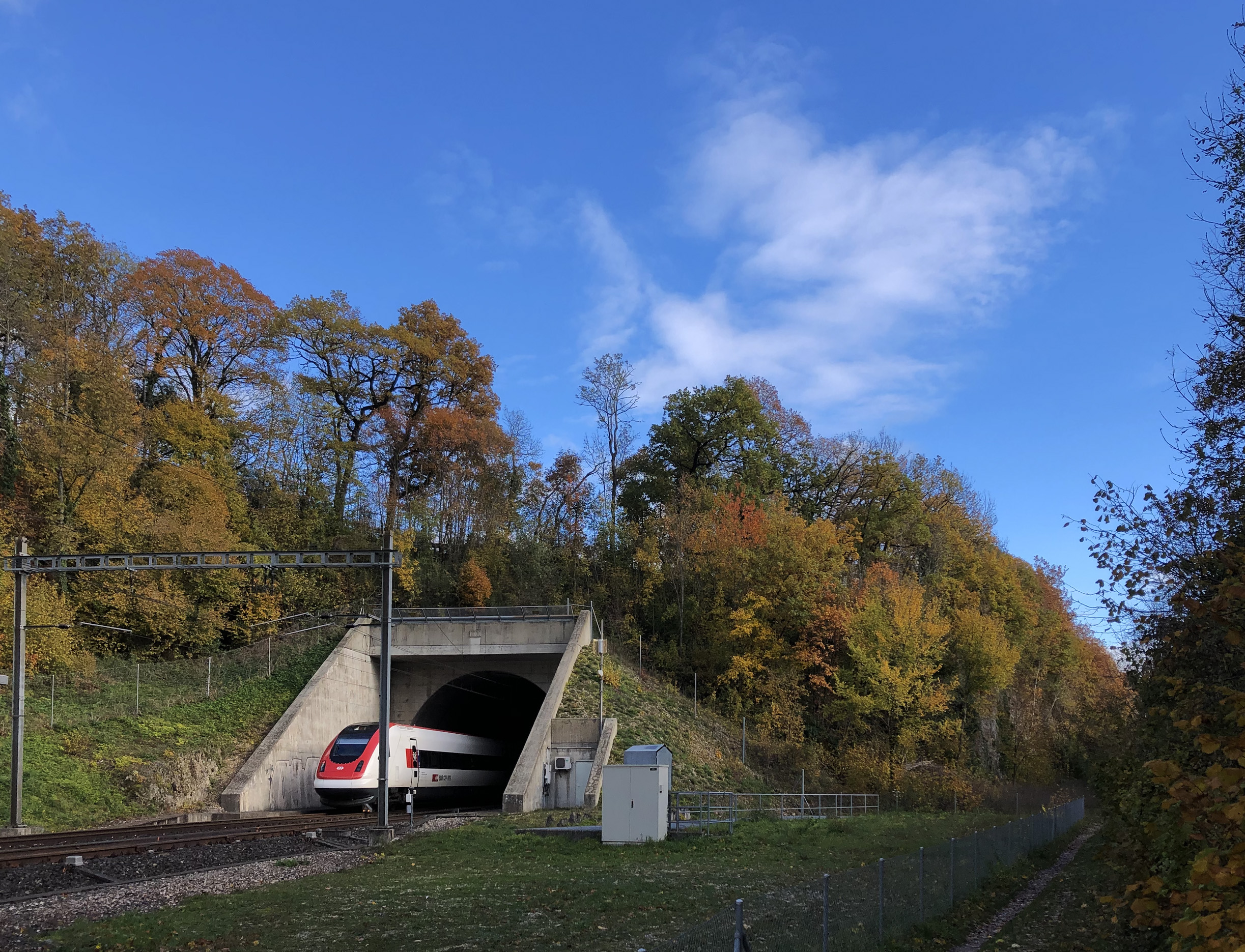
Po vybudování tunelu La Raisse se úsek Concise–Vaumarcus stal v roce 2000 dvojkolejným.

Celá trať byla rozšířena na minimálně dvě traťové koleje s výjimkou Ligerzu, kde v důsledku stále pouze jednokolejného úseku dochází k omezení regionální dopravy. Rozšíření na dvě koleje mezi Ligerzem a Twannem s tunelem Ligerztunnel je zahrnuto do etapy rozšíření v roce 2025 v rámci projektu FABI, jehož financování bylo schváleno v roce 2014.

### Elektrifikace
V letech 1925 až 1927 byla souvislá trať elektrifikována ve dvou etapách:
| Datum             | Abschnitt                                   | km           |
| ----------------- | ------------------------------------------- | ------------ |
| 1. února 1925     | Lausanne – Yverdon-les-Bains                | 0,0 – 39,1   |
| 14. července 1927 | Lausanne-Sébeillon – Renens-Est bifurcation | 1,5 – 3,7    |
| 23. prosince 1927 | Yverdon-les-Bains – Biel/Bienne             | 39,1 – 104,5 |
| 1. července 1951  | Lausanne – Lausanne-Sébeillon               | 0,0 – 1,5    |
| 23. května 1971   | Bussigny – Denges-Echandes (spojka)         | 6,9 – 8,0    |